# ناون
ناون (به آلمانی: Nauen) یک شهر و شهر در آلمان است که در هافه‌لانت واقع شده‌است. ناون ۱۶٬۶۷۴ نفر جمعیت دارد.